# Charly, Rhône
Charly este o comună în departamentul Rhône din sud-estul Franței. În 2009 avea o populație de 4.373 de locuitori.

## Evoluția populației
| An        | 1975  | 1982  | 1990  | 1999  | 2006  | 2009  |
| --------- | ----- | ----- | ----- | ----- | ----- | ----- |
| Populație | 2.392 | 2.864 | 3.233 | 3.874 | 4.183 | 4.373 |